# Badi
Badi ist eine Fraktion der italienischen Gemeinde (comune) Castel di Casio in der Metropolitanstadt Bologna, Region Emilia-Romagna.

## Geografie
Badi liegt eingebettet im tosko-milianischen Apennin auf einer Höhe zwischen 600 und 750 m s.l.m. etwa fünf Kilometer von Castel di Casio entfernt, unweit des Stausees Lago di Suviana, dessen Umgebung als Naherholungs- und Naturschutzgebiet gilt. Von dort lassen sich Wanderungen in die umliegenden Berge des Apennin unternehmen, bei denen man unschwer die nahe Grenze zur Toskana erreichen kann.

## Verkehr
Badi erreicht man von der Provinzhauptstadt Bologna über die Staatsstraße 64, besser bekannt als Porrettana. Wenn man fast am Ende des Örtchens Ponte della Venturina links in die Provinzstraße Teglie einfährt, erreicht man Badi nach weiteren rund 15 bis 20 Minuten Bergfahrt.

## Bedeutende Persönlichkeiten
- Benedetto Lorenzelli (1853–1915), Kurienkardinal der römisch-katholischen Kirche.